# دييغو فرناندو بينيتيز
دييغو فرناندو بينيتيز (بالإسبانية: Diego Fernando Benítez) هو لاعب كرة قدم أوروغواياني في مركز الهجوم، ولد في 23 يناير 1988 في كولونيا ديل ساكرامنتو في الأوروغواي.

## وصلات خارجية
- دييغو فرناندو بينيتيز على موقع قاعدة بيانات كرة القدم.إي يو (الإنجليزية)
- دييغو فرناندو بينيتيز على موقع Soccerway.com (الإنجليزية)